# Lena Prewitt
Lena Burrell Prewitt (17 de fevereiro de 1931 – 14 de fevereiro de 2024) foi a primeira professora afro-americana a ser nomeada na Universidade do Alabama. Nativa de Boiling Springs, Alabama (Condado de Wilcox), Prewitt obteve seu mestrado no ano de 1955 e seu EdD em 1961. Teve reconhecimento de seu notável trabalho com Wernher von Braun na NASA no projeto Saturn V.

## Trabalho acadêmico
Depois de seu tempo na NASA, Prewitt se concentrou em seu interesse principal, o ensino. Ela lecionava no Florence State College quando ela e seu marido, Moses Kennedy Prewitt, saíram para aceitar cargos na Universidade do Alabama em 1970, que é, hoje em dia, conhecido como Culverhouse College of Business. Além disso, Prewitt ocupou vários cargos docentes e administrativos no Stillman College, sua alma mater. Ela tem um filho e dois netos. Prewitt morreu em Tuscaloosa, Alabama, em 14 de fevereiro de 2024, aos 92 anos, apenas 3 dias antes de completar 93 anos de idade.